# 야와타촌 (군마현 우스이군)
야와타촌(일본어: 八幡村)은 일본 군마현 우스이군에 설치되었던 촌이다. 현재의 다카사키시에 해당한다.